# Bezettingsgraad (wiskunde)
In de wachtrijtheorie is de bezettingsgraad een fundamentele parameter van een wachtrijsysteem. De bezettingsgraad ρ geeft de verhouding van de hoeveelheid werk die gemiddeld per tijdseenheid het systeem binnenkomt tot de maximale hoeveelheid werk die het systeem per tijdseenheid kan uitvoeren.
Deze parameter speelt een rol in het bepalen of een systeem stabiel of onstabiel is en de gevraagde hoeveelheid werk aankan.

## Wiskundige formulering

### Eenvoudig algemeen geval
Voor een G|G|m-wachtrijsysteem kan de bezettingsgraad eenvoudig bepaald worden. Per tijdseenheid komen gemiddeld λ klanten het systeem binnen. Elke klant brengt gemiddeld {\displaystyle {\bar {x}}=1/\mu } tijdseenheden werk mee. Gemiddeld komt per tijdseenheid dus {\displaystyle \lambda {\bar {x}}} tijdseenheden werk het systeem binnen. De maximale hoeveelheid werk die het systeem aankan per tijdseenheid bedraagt echter m tijdseenheden, aangezien er m bedieningsstations zijn. De verhouding levert dan de gemiddelde bezettingsgraad:
{\displaystyle \rho ={\frac {\lambda {\bar {x}}}{m}}={\frac {\lambda }{m\mu }}}
Deze berekening veronderstelt wel dat de bedieningscapaciteit van het systeem niet verandert in de tijd en dat de m servers dus altijd beschikbaar zijn en tevens dat de gemiddelde bedieningstijden van alle klanten equivalent is.

### Uitgebreide gevallen
Indien men bijkomende en uitgebreidere voorwaarden stelt aan het systeem, zal de berekening enigszins uitgebreider moeten gebeuren.
Stel bijvoorbeeld dat de servers kunnen onderbroken worden en slechts een fractie σ < 1 van de tijd beschikbaar zijn, dan kan elk bedieningsstation per tijdseenheid gemiddeld maar σ tijdseenheden werk uitvoeren en wordt dus:
{\displaystyle \rho ={\frac {\lambda {\bar {x}}}{m\sigma }}={\frac {\lambda }{m\sigma \mu }}}
Stel bijvoorbeeld dat er twee soorten klanten zijn, met aankomstintensiteiten λ1 en λ2 en respectievelijke gemiddelde verwerkingstijden {\displaystyle {\bar {x}}_{1}} en {\displaystyle {\bar {x}}_{2}}, dan bekomt men:
{\displaystyle \rho ={\frac {\lambda _{1}{\bar {x}}_{1}+\lambda _{2}{\bar {x}}_{2}}{m}}}

## Stabiliteit
Een wachtrijsysteem wordt stabiel genoemd indien er limietdistributies of een soort gemiddelde distributies bestaan voor de belangrijke beschrijvend toevalsgrootheden, indien alle klanten bediend kunnen worden. De voorwaarde dat een stabiele toestand zou bestaan noemt men de evenwichtsvoorwaarde of stabiliteitsvoorwaarde en deze is in het algemeen:
{\displaystyle \rho <1}
Indien ρ groter dan 1 zou zijn, dan komt gemiddeld meer werk het systeem binnen dan kan uitgevoerd worden. Het uit te voeren werk stapelt zich dus op, wat uiteindelijk tot oneindig lange wachttijden en wachtrijen kan leiden. In dit geval is een systeem instabiel.
Systemen met ρ = 1 zijn doorgaans instabiel, met uitzondering van pathologische gevallen zoals een D|D|1-systeem.
Bij een G|G|m-systeem met m equivalente bedieningsstations kan men de evenwichtsvoorwaarde schrijven als:
{\displaystyle \lambda <m\mu }
Het aantal klanten dat per tijdseenheid het systeem binnenkomt, moet dus strikt kleiner zijn dan het maximaal aantal dat door de m servers samen gemiddeld per tijdseenheid kan afgewerkt worden.

## Interpretatie in regime
Voor een wachtrijsysteem in regime geldt volgens de Stelling van Little:
{\displaystyle {\bar {N}}_{S}=\lambda {\bar {x}}}
Voor een algemeen G|G|m-systeem in evenwicht geldt dan:
{\displaystyle \rho ={\frac {\lambda {\bar {x}}}{m}}={\frac {{\bar {N}}_{S}}{m}}}
De bezettingsgraad is dus gelijk aan de fractie van de servers die gemiddeld genomen bezet zijn.
Voor een G|G|1-systeem geldt dan dat ρ gelijk is aan de kans dat de fractie van de tijd dat de enige server bezet is:
{\displaystyle \rho =1-p_{0}}
met p0 de probabiliteit dat de server ledig is - en voor veel wachtrijsystemen ook de probabiliteit dat het systeem ledig is. Samen met de evenwichtsvoorwaarde ρ < 1 betekent dit dus voor een G|G|1-systeem dat het bedieningsstation dus af en toe ledig moet zijn opdat het systeem stabiel zou zijn; dus de kans dat het kanaal ledig is positief: p0 > 0.